# جيري موليغان
جيري موليغان (بالإنجليزية: Gerry Mulligan) (و. 1927 – 1996 م) هو ملحن، وعازف ساكسفون، وعازف جاز، وموزع موسيقي، وموزع (موسيقى)، وعازف بيانو، وقائد فرقة ‏، ومؤلفو موسيقى تصويرية، من الولايات المتحدة، ولد في نيويورك، توفي في دارين، عن عمر يناهز 69 عاماً، بسبب سرطان الكبد.

## الحياة الشخصية
تزوج موليغان من جيفي لي بويد في عام 1953، ولكن الزواج أُلغي بعد وقت قصير. في نهاية نفس العام، تزوج من آرلين براون، ابنة مؤلف الأغاني الشهير لو براون. وُلد لهما ابن، ريد براون موليغان، في عام 1957، لكن الزوجان انفصل في عام 1959.
بعد ذلك، أمضى موليغان ست سنوات مع الممثلة والمغنية جودي هوليداي، التي سجل معها ألبوم "Holliday With Molygan". توفيت هوليداي بسبب مرض السرطان في عام 1965. بعد وفاتها، قابل موليغان الممثلة ساندي دينيس. لم يتزوج موليغان ودينيس رسميًا، ولكن عاشا معًا بين عامي 1965 و1976. في عام 1974، التقى موليغان بالدوقة فرانكا روته بورغيني بالدوفينيتي، ولم يتزوجا إلا في عام 1982. بقي الزوجان معًا حتى وفاة موليغان.

## جوائز
حصل على جوائز منها:
- جائزة غرامي
- American Jazz Hall of Fame  [لغات أخرى]‏.

## أنظر أيضًا
بوب بروكماير
جاز

## وصلات خارجية
- جيري موليغان على موقع IMDb (الإنجليزية)
- جيري موليغان على موقع الموسوعة البريطانية (الإنجليزية)
- جيري موليغان على موقع ألو سيني (الفرنسية)
- جيري موليغان على موقع ميوزك برينز (الإنجليزية)
- جيري موليغان على موقع أول موفي (الإنجليزية)
- جيري موليغان على موقع قاعدة بيانات برودواي على الإنترنت (الإنجليزية)
- جيري موليغان على موقع قاعدة بيانات الأفلام السويدية (السويدية)
- جيري موليغان على موقع إن إن دي بي (الإنجليزية)
- جيري موليغان على موقع أول ميوزيك (الإنجليزية)
- جيري موليغان على موقع ديسكوغز (الإنجليزية)